# 윈도우 서버 도메인
윈도우 서버 도메인(Windows Server domain)은 마이크로소프트 윈도우 계열의 서버 급 운영체제에서 지원하는, 윈도우 운영 체제가 설치된 컴퓨터들이 공용 디렉터리 데이터베이스를 공유하며 네트워크를 통해 참가하는 논리적 그룹이다.
윈도우 2000부터 지원되기 시작한 액티브 디렉터리가 윈도우 서버 도메인에 사용되는 공용 디렉터리의 시초이다. 다른 이름으로 NTDS(NT Directory Service on Windows NT Server)로도 불리는 이 디렉터리 데이터베이스에는 윈도 서버 도메인의 사용자 계정 및 도메인 사용을 위한 보안 정보를 보관해 두고 있다.
윈도우 서버 도메인에 참가한 컴퓨터 사용자는 저마다 고유한 계정(또는 사용자 이름)을 소유하며 이 계정을 통해 도메인 안에 있는 여러 자원에 접근할 수 있다. 여기서 계정에 부여된 접근 권한에 따라 사용할 수 있는 자원 및 기능이 다르다.
윈도우 서버 도메인 안에는 공용 디렉터리 정보를 가지고 있는 '도메인 컨트롤러' 역할을 하는 컴퓨터들이 존재한다. 도메인 컨트롤러는 도메인 안에 사용자가 접근하는 데 관여하는 모든 보안 관련 정보들을 관리하며 도메인의 관리자 역할을 한다.

## 워크그룹과 서버 도메인
윈도우 서버 도메인과 비교되는 것으로 윈도우 워크그룹(Windows Workgroup)이 있다. 이는 윈도우 서버 도메인처럼 네트워크를 통하여 윈도우가 설치된 컴퓨터들을 연결한다는 면에서는 비슷하지만, 워크그룹에 참가하는 컴퓨터는 서버 및 클라이언트 자격이 아닌 단독 컴퓨터 자격으로 참가하며 워크그룹 전반에 걸쳐 적용되는 사용자 관리 또는 인증 과정이 없다.
워크그룹에 참가하는 컴퓨터끼리는 P2P 또는 클라이언트-클라이언트의 관계로 접근이 이루어져 있으므로 다른 컴퓨터의 자원에 접근할 경우에는 그 해당 컴퓨터에서 설정한 인증 정보를 따르지만, 윈도우 서버 도메인은 서버를 중심으로 클라이언트가 묶여 있으므로 자원 접근 전반에 걸쳐 중앙 서버에서 설정한 인증 정보가 적용된다.
따라서 워크그룹은 일정 수 이상의 컴퓨터를 네트워크로 묶는 데는 적합하지 않으므로 일반적으로 소규모 홈 네트워크 등에 적합한 네트워크 연결 방식으로 취급되는 데 반해, 윈도우 서버 도메인은 중소급 이상의 회사 및 기관의 컴퓨터 네트워크에 적용되는 경향이 크다.
서버 도메인은 특정 종류의 네트워크나 단일 위치를 뜻하는 것은 아니다. 도메인에 속해 있는 컴퓨터들은 규모가 작은 랜을 통해 묶거나 세계 각지에 흩어져 위치하여 WAN 또는 VPN 등을 통해 연결하기도 한다. 네트워크를 통해 연결이 가능하다면 컴퓨터 자체의 물리적인 위치에 관계 없이 도메인을 설정할 수 있다.

## 같이 보기
- 액티브 디렉터리
- 보안 계정 관리자